# Myrmosicarius texanus
Myrmosicarius texanus är en tvåvingeart som först beskrevs av Greene 1938.  Myrmosicarius texanus ingår i släktet Myrmosicarius och familjen puckelflugor.
Artens utbredningsområde är Texas. Inga underarter finns listade i Catalogue of Life.